# Vidra (Vrancea)
Vidra es una comuna ubicada en el distrito de Vrancea, Rumania.

## Superficie
Posee una superficie de 122,2 kilómetros cuadrados.

## Demografía
Hasta 2021 la población era de 5829 habitantes, con una densidad de población de 47,71 habitantes por kilómetro cuadrado.